# فضاهای عمومی
فضاهای عمومی عموماً به عنوان عرصه‌هایی تعریف می‌شوند که دسترسی آزاد و قانونی برای عموم شهروندان فراهم می‌کنند. این مفهوم نه تنها محدود به معابر، میدان‌ها و پارک‌هاست، بلکه فضاهای داخلی مؤسسات عمومی مانند کتابخانه‌ها و ساختمان‌های اداری را نیز شامل می‌شود. این گونه فضاها، که حدفاصل میان حوزه خصوصی مسکن و محیط کاری قرار دارند، همواره به عنوان بستری برای تجمع‌های مردمی و فعالیت‌های سیاسی تلقی شده‌اند؛ عرصه‌هایی که در آنها گروه‌های به حاشیه رانده‌شده می‌توانند خواسته‌های خود را مطرح سازند. کاربست این فضاها در قالب اعتراضات، تظاهرات و تحصن‌ها بر کارکرد سیاسی آنها صِحه می‌گذارد. بررسی‌های تاریخی نشان می‌دهد که تحولات انقلابی عمدتاً در چنین فضاهایی شکل گرفته و گاه این عرصه‌ها به میدان تقابل میان نهادهای حاکمیتی و جریان‌های معترض تبدیل شده‌اند. با وجود اهمیت این موضوع، ادبیات شهری غالباً به تحلیل کلانِ اقتصاد سیاسی شهرها پرداخته و از بررسی مناسبات روزمره در فضاهای عمومی غفلت ورزیده است. در این میان، برخی پژوهشگران به مطالعه دقیق‌تر این عرصه‌ها پرداخته‌اند. برای نمونه، رویکرد تحلیلی والتر بنیامین به زندگی خیابانی پاریس، بعدها مبنایی برای مطالعات نوین دربارهٔ فضاهای شهری شد. همچنین، تحقیقات در حوزه روان‌شناسی محیط و طراحی شهری به تأثیرات کالبد فضا بر تعاملات اجتماعی توجه ویژه‌ای نشان داده‌اند.

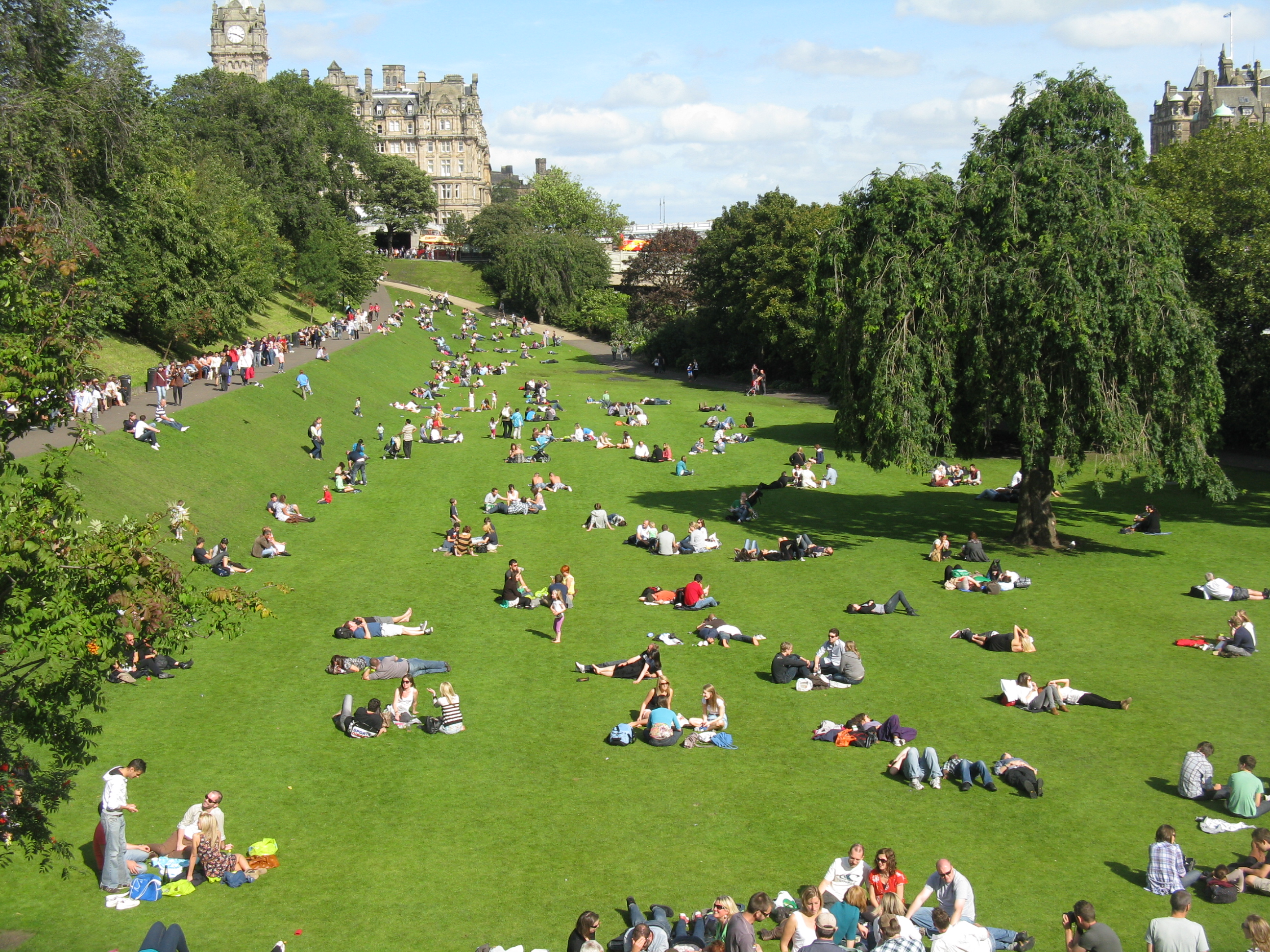
بوستان از انواع فضای عمومی است.

فضاهای عمومی می‌توانند شامل مکان‌هایی باشند که دسترسی به آنها ممکن است مستلزم پرداخت هزینه باشد، نظیر کافه‌ها، وسایل نقلیه عمومی و سالن‌های سینما. همچنین، فضاهای نیمه‌عمومی مانند فروشگاه‌ها وجود دارند که ورود به آنها برای عموم آزاد است، هرچند مدیریت این فضاها و تعیین محدودیت‌های رفتاری در حیطه اختیارات مالکان قرار دارد.

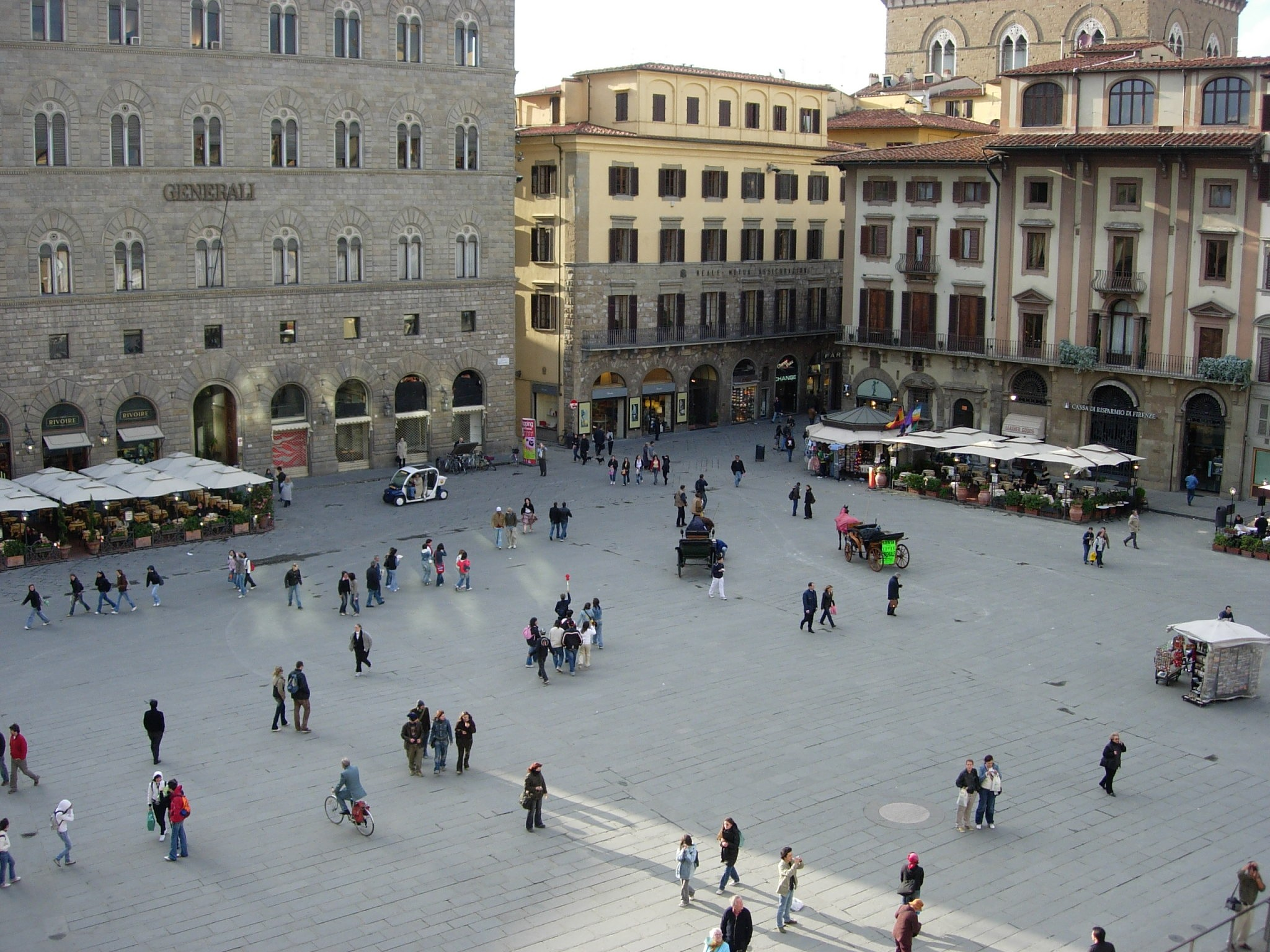
میدان سینوریا در شهر فلورانس ایتالیا

برخی فضاهای عمومی، مانند مراکز خرید، ایستگاه‌های حمل‌ونقل، کتابخانه‌ها و اماکن استراحت بین‌راهی، ممکن است تحت مقررات خاصی اداره شوند که گاهی سختگیرانه‌تر از فضاهای باز شهری است. این مقررات می‌تواند شامل ضوابطی در زمینه پوشش، فعالیت‌های اقتصادی، تبلیغات، یا استفاده از وسایل خاص باشد. با این حال، ماهیت عمومی این فضاها ایجاب می‌کند که تا حد امکان در دسترس و قابل استفاده برای همگان باشند.

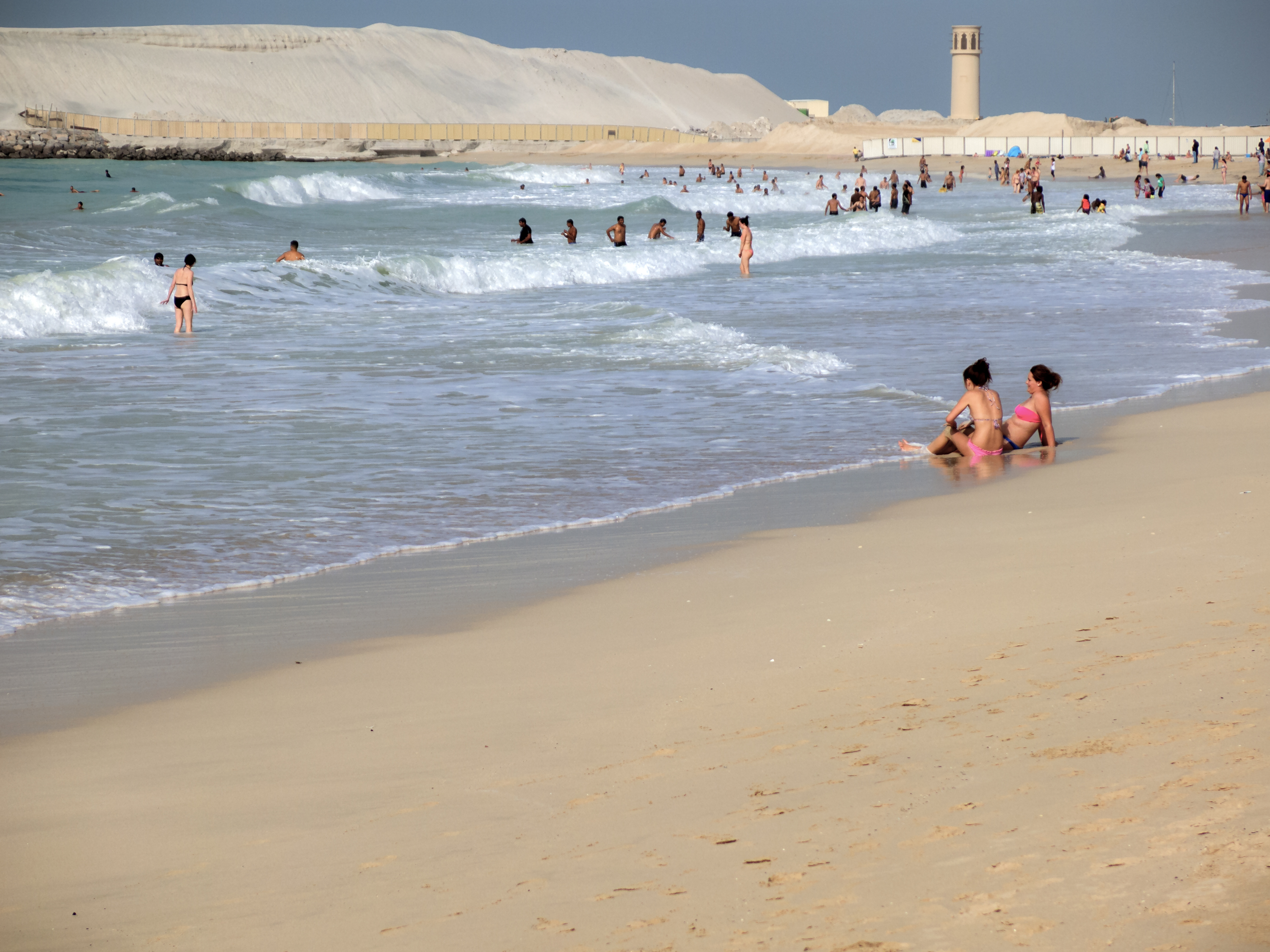
ساحل عمومی جُمِیرا در شهر دبی

در برخی فرهنگ‌ها، مفهوم حریم شخصی در عرصهٔ عمومی به رسمیت شناخته نمی‌شود؛ با این حال، بی‌توجهی مدنی سازوکاری است که افراد از طریق آن قادر به حفظ حدی از خلوت فردی حتی در میان جمعیت هستند.

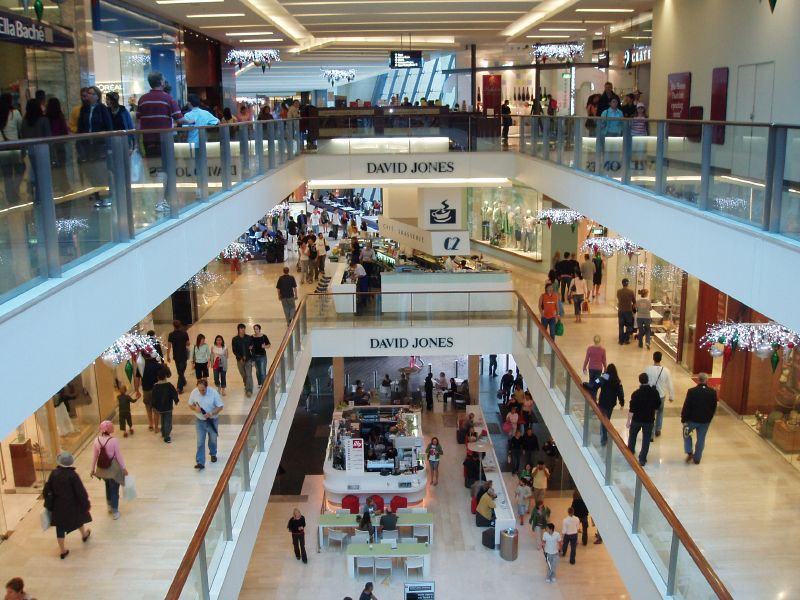
پاساژ باندی جانکشِن در شهر سیدنی استرالیا

جغرافی‌دانان انسانی اشاره کرده‌اند که اگرچه محرومیت‌ها بخشی جدایی‌ناپذیر از فضای عمومی محسوب می‌شوند، این فضا همچنان قابلیت تبدیل به محیطی را دارد که مردم‌سالاری در آن تحقق یابد.در حوزهٔ مطالعات سیاسی و اجتماعی، تقاطع میان مردم‌سالاری و عرصهٔ عمومی از اهمیت ویژه‌ای برخوردار است. پژوهشگران متعددی، از جمله جیل وَلِنتاین، بر نقش عملکرد و قابل‌رؤیت‌بودن در فضاهای عمومی تأکید نموده‌اند که به ایجاد «حوزه عمومی» منجر می‌شود. حوزهٔ عمومی نقشی محوری در کارکرد یک فضای مردم‌سالارانه ایفا می‌کند.تمهیدات گسترده نظارتی شهری و رویه‌های اجرای قانون—شامل نظارت، مقررات منع رفت‌وآمد، و محدودیت‌های تردد و تجمع—به‌طور هدفمند در سطح جهانی به‌منظور کاهش حضور جوانان در فضاهای عمومی به اجرا درآمده‌اند. این اقدامات غالباً توانایی نسل جوان را در پرورش رفتارهای سازنده فضایی، از طریق مشاهده و تعامل اجتماعی محدود می‌کنند و به‌طور ناخواسته به دامن زدن به احساس انزوا و گسست از جامعه می‌انجامند.

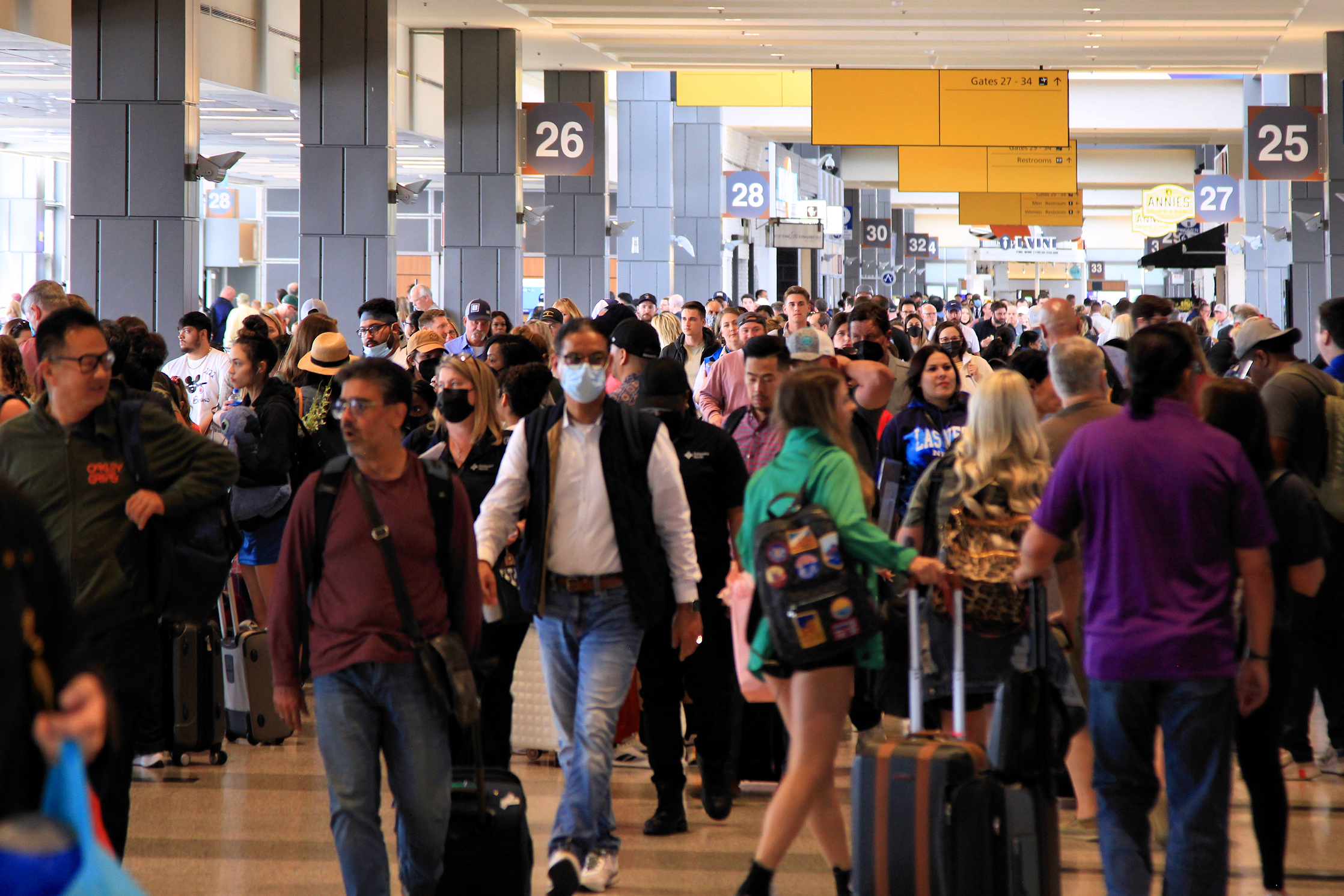
فرودگاه بین‌المللی آستین-بِرگسترُم در شهر آستین ایالت تگزاس

در بررسی ماهیت فضاهای عمومی، می‌توان دریافت که سطح دسترسی و پذیرش این فضاها متأثر از عوامل گوناگونی است که از جمله می‌توان به بستر تاریخی، ساختار حکمرانی، مؤلفه‌های اقتصادی (از جمله تعادل نیروهای سیاسی و سازوکارهای بازار)، ریشه‌های فرهنگی و ادراک فردی اشاره کرد. هرچه یک فضای عمومی شهری از ویژگی‌هایی چون گشودگی، کارکرد مثبت، شمولیت، دسترسی آسان، تعامل‌پذیری و انعطاف بیشتر برخوردار باشد، به همان میزان نیز از مقبولیت و کارآمدی گسترده‌تری در خدمت‌رسانی به عموم برخوردار خواهد بود.

### تحت مالکیت خصوصی
فضاهای عمومیِ تحت مالکیت خصوصی مناطق تعیین‌شده‌ای هستند که از طریق توافق‌های توسعه شهری ایجاد شده و جهت دسترسی و بهره‌مندی عموم طراحی شده‌اند. این فضاها، که ممکن است شامل میدان‌ها، باغ‌ها، مسیرهای پیاده‌رو یا بخش‌هایی در تفرجگاه‌های ساحلی باشند، توسط نهادهای خصوصی توسعه و نگهداری می‌شوند، و در عین حال در دسترس جامعه هستند. ایجاد آنها از ابتکارات برنامه‌ریزی شهری مشارکتی نشأت می‌گیرد که هدف آن بهبود زیرساخت‌های عمومی مشترک است.

## تغییرات فضای عمومی در تاریخ ایران

### دورهساسانیان
شهرهای دوران ساسانی، از جمله تخت سلیمان، بیشاپور، نیشابور و جندی شاپور، نمونه‌های بارزی از شهرسازی مبتنی بر نظام طبقاتی و باورهای دینی آن دوران هستند. ساختار این شهرها عمدتاً متأثر از نیازهای حکومتی و اعتقادات زرتشتی شکل گرفته بود و به سه بخش اصلی تقسیم می‌شد:
1. دژ: محل سکونت حاکمان و نزدیکان به دربار
2. شارستان: مرکز اداری و حکومتی شهر و جایگاه طبقات اجتماعی ممتاز
3. بیرونی: محل زندگی عموم مردم و فعالیت‌های اقتصادی

در مرکز این شهرها معمولاً عنصری مقدس مانند آتشکده یا مناره‌ای با آتشدان قرار داشت که نماد پیوند میان دنیای مادی و معنوی بود. این عناصر نه‌تنها کارکرد دینی داشتند، بلکه به عنوان نقاط عطف شهری نیز عمل می‌کردند. جامعه ساسانی به شدت طبقاتی بود و این امر در ساختار شهرها نیز بازتاب یافته بود. بر اساس متون تاریخی مانند نامه تنسر، هر طبقه اجتماعی در بخش خاصی از شهر سکونت داشت و امکان اختلاط میان آن‌ها محدود بود. حتی آتشکده‌ها نیز به صورت طبقاتی اداره می‌شدند و برخی گروه‌های اجتماعی مانند پیشه‌وران و بازرگانان حق داشتن آتشکده اختصاصی را نداشتند. برخلاف شهرهای یونانی که میدان‌های عمومی محل تجمع و تعامل اجتماعی بودند، در شهرهای ساسانی فضاهای باز عمدتاً کارکردی نظامی و سیاسی داشتند. میدان‌ها بیشتر برای رژه سربازان یا اعلام فرمان‌های حکومتی استفاده می‌شدند و فعالیت‌های تجاری در آن‌ها ممنوع بود. شهرهای ساسانی بیشتر بر اساس مفاهیم دینی و طبقاتی سازماندهی شده بودند تا نیازهای اجتماعی عمومی. فضاهای جمعی در مقیاس شهری بسیار محدود بودند و حتی معابد نیز عمدتاً در سطح محلی فعالیت می‌کردند. این ویژگی‌ها نشان‌دهنده شهری است که در آن نظم و انسجام اجتماعی بیش از هر چیز تحت تأثیر باورهای دینی و ساختار حکومتی قرار داشت.

### قرنیکمتاچهارمقمری
در بررسی روند شکل‌گیری شهرهای اسلامی در ایران طی سده‌های اولیه قمری، دو عامل اساسی تأثیرگذار بوده‌اند: نخست، تأکید اسلام بر برابری اجتماعی که بنیان‌های طبقاتی شهرسازی ساسانی را دگرگون ساخت، و دوم، سنت پیامبر اسلام در اهمیت‌دادن به «جماعت» به‌عنوان رکن اساسی جامعه اسلامی. احادیث متعددی بر ضرورت پیوند اجتماعی تأکید دارند، ازجمله: «هرکس به‌اندازه یک وجب از جماعت فاصله گیرد، حلقه اسلام را از گردن خویش بیرون آورده است، مگر آنکه بازگردد». همچنین، قرآن جامعه را همچون یک موجود زنده دارای حیات و تقدیر می‌داند و احکامی را برای تنظیم روابط جمعی بیان کرده است، ازجمله در آیه پایانی سوره آل‌عمران که بر صبر فردی و سپس تحمل مشکلات به‌صورت جمعی فرمان می‌دهد. این تحولات فکری و اجتماعی به تغییرات کالبدی در شهرهای ایرانی انجامید. دو منطقه کهن دژ و شارستان به‌تدریج جایگاه پیشین خود را از دست دادند و منطقه رَبْض (بیرونی) گسترش یافت. در این دوره، مساجد به‌عنوان هسته‌های مرکزی شهر، نه‌تنها محل عبادت، بلکه پایگاهی برای آموزش، مشورت سیاسی، حل اختلافات اجتماعی، و حتی امور اقتصادی بودند. برای نمونه، مسجد جامع نو شیراز با حیاطی گسترده (حدود ۲۰٬۰۰۰ مترمربع) به فضایی عمومی با کارکردهای چندگانه تبدیل شد. خیابان‌ها و میدان‌ها نیز در این عصر نقش اجتماعی پررنگی یافتند. منابع تاریخی از معابر درختکاری‌شده در ری یاد کرده‌اند که محل تفرج و تعاملات اجتماعی بودند. میدان‌هایی مانند ریگستان در بخارا نیز به‌عنوان عرصه‌های حضور مردم و ابلاغ فرمان‌های حکومتی کاربرد داشتند. این فضاهای جمعی، برخلاف دوره پیش از اسلام، برای تمام طبقات اجتماعی قابل استفاده بودند و زمینه‌ساز رویدادهای آیینی و تعاملات روزمره شدند. شهرهای اسلامی این دوره با محوریت مساجد و فضاهای عمومی، ساختاری ارگانیک و مردمی یافتند. این تحولات نه‌تنها بازتاب ایدئولوژی اسلامی در شهرسازی بود، بلکه الگویی پایدار در تاریخ شهرنشینی ایران بنیان نهاد.

### قرن چهارم تاهفتمقمری
در عصری که سرزمین ایران شاهد شکوفایی بسیاری در حوزه‌های فرهنگی، دانش‌پژوهی و آفرینش‌های ادبی بود، پدیده گسترش شهرها و تکامل کانون‌های تمدنی نیز به مرحله‌ای کم‌سابقه از بالندگی دست یافت. یکی از برجسته‌ترین دگرگونی‌های ساختاری در شهرسازی این دوران، انتقال کارکردهای حیاتی تمدن شهری به مناطق پیرامونی بود. سیاحان و پژوهشگران نامدار در بازنمایی این شهرها، به وجود سازه‌های عمومی چون کاروانسراها، بازارهای پررونق، گرمابه‌های عمومی و مسجدجامع‌ها در خارج از هسته اولیه شهرها اشاره کرده‌اند. شهرهای این دوره با الگویی هماهنگ و حساب شده شکل می‌گرفتند که در آن مراکز تجاری، عبادتگاه‌های اصلی و نهادهای حکومتی به صورت موزون در پیرامون یک هسته مرکزی—که میدان عمومی شهر بود—استقرار می‌یافتند. این چیدمان هوشمندانه به همراه فضاهای تکمیلی وابسته به هر بخش، مجموعه‌ای یکپارچه و کارآمد پدید می‌آورد. میدان‌های شهری که ریشه در سنت‌های طراحی پیشین داشتند، در این برهه به عنصری بنیادین در معماری شهری بدل شدند. بسیاری از این فضاهای عمومی، افزون بر نقش سیاسی، دینی و اداری، به کانونی برای مبادلات اقتصادی و حتی رویدادهای ورزشی تبدیل شده بودند. از دیگر نوآوری‌های شایان توجه این دوران، پیدایش مجتمع‌های آموزشی پیشرفته شامل مراکز دانش‌آموزی، کتابخانه‌های غنی و نهادهای پژوهشی در جوار مساجد بود. مسجدجامع‌ها که به حریم میدان‌های اصلی منتقل شده بودند، علاوه بر عملکرد مذهبی، نقشی محوری در گسترش دانش ایفا می‌کردند. در کنار این مجموعه‌ها، نهادهای خدمات عمومی مانند درمانگاه‌های پیشرفته نیز احداث می‌شد. این چینش حساب‌شده فضایی، به ظهور میدان‌های چندعملکردی انجامید که نیازهای گوناگون شهروندان را به شیوه‌ای نوین پاسخ می‌داد.

### قرن هفتم تایازدهمقمری
در دوران حکومت ایلخانان مغول، ایران شاهد تحولات چشم‌گیری در عرصه شهرسازی بود. اگرچه نخستین اقدامات برای جلوگیری از ویرانی شهرها در عهد هلاکوخان آغاز شد، اما اصلاحات دوره غازان خان و رونق نسبی کشاورزی و تجارت بین‌المللی، زمینه‌ساز رشد مجدد شهرهای تجاری شد. توسعه مراکز مذهبی و عام‌المنفعه از مهم‌ترین تحولات فضای جمعی این دوره به شمار می‌رود. این توسعه با احداث مدارس، خانقاه‌ها، مساجد، دارالسیاده‌ها، مقابر و دارالشفاها در قالب مجموعه‌های واحد و گسترش شهر به سمت این کانون‌های جدید همراه بود. در متون تاریخی از این مجموعه‌ها با عنوان «اَبوابُ البِر» یاد شده است. نمونه‌های شاخص این معماری شامل مجموعه گازارگاه و گوهرشاد در هرات، گور امیر و شاه زنده در سمرقند، میدان میرچخماق در یزد و دیگر بناهای مشابه می‌شود. یکی از ویژگی‌های بارز این دوره، تداوم الگوهای پیشین در طراحی فضاهای جمعی بود. میدان‌هایی همچون ریگستان سمرقند و میدان میرچخماق در یزد، علاوه بر کارکرد تجاری و فرهنگی، محل برگزاری مراسم عمومی، رژه‌های نظامی و فعالیت‌های تفریحی بودند. به عنوان مثال، منابع تاریخی اشاره کرده‌اند که میدان حسن پاشا در دوره آق‌قویونلوها محل برگزاری جشن‌های دولتی و نمایش‌های رسمی بوده است. علاوه بر این، پیوند میان شهر و باغ‌های پیرامونی از دیگر ویژگی‌های این دوره بود. معابر درختکاری‌شده، همچون مسیر تنگه الله‌اکبر در شیراز یا خیابان میان باغ شاه یزد و چهارمنار، نه‌تنها راه‌های ارتباطی، بلکه به عنوان فضایی برای گردش و تعامل اجتماعی مورد استفاده قرار می‌گرفتند. برخی از این معابر، با وجود کارکرد عبوری، به‌عنوان مکان‌های مقدس نیز شناخته می‌شدند و گاه مزاری در مجاورت آن‌ها ساخته می‌شد. در مجموع، فضاهای جمعی این دوره از یک سو با توسعه مجموعه‌های مذهبی و عام‌المنفعه تکامل یافت و از سوی دیگر، میدان‌ها و معابر درختکاری‌شده با حفظ ساختار پیشین خود، به‌عنوان کانون‌های حیات شهری تداوم پیدا کردند. این تحولات نشان‌دهنده تلفیق هنر معماری ایرانی با نیازهای اجتماعی و مذهبی عصر ایلخانی است.

### قرن یازدهم تاسیزدهمقمری (دورهٔ صفویه)
در این دوره، فضاهای شهری مانند خیابان‌ها، میدان‌ها و پل‌ها نه‌تنها برای عبور و مرور، بلکه به عنوان مکان‌هایی برای تجمع، تفریح و برگزاری مراسم مورد استفاده قرار گرفتند. یکی از نمونه‌های بارز این تحولات، خیابان چهارباغ در اصفهان بود که به‌جای یک مسیر عبوری صرف، به فضایی برای توقف و گردش تبدیل شد. برخی گردشگران خارجی از زیبایی و کارکرد عمومی این خیابان یاد کرده‌اند. میدان نقش جهان نیز یکی دیگر از فضاهای مهم شهری بود که علاوه بر فعالیت‌های تجاری، محل برگزاری مراسم رسمی، جشن‌ها و آیین‌های مذهبی مانند عید قربان و مراسم سوگواری محرم بود. این میدان در شب‌ها نیز محل تفریح و سرگرمی مردم بود و فعالیت‌هایی مانند نمایش‌های خیمه‌شب‌بازی، آتش‌بازی و بازی‌های مختلف در آن انجام می‌شد. در این دوره، پل‌ها تنها برای عبور نبودند، بلکه به فضاهایی برای توقف و اقامت موقت تبدیل شدند. پل الله‌وردی‌خان (سی‌وسه‌پل) نمونه‌ای از این تحولات بود. این پل دارای راهروهای مسقف، پنجره‌های بزرگ و فضایی برای تماشای رودخانه و مناظر اطراف بود. مردم می‌توانستند در این فضاها توقف کنند، استراحت کنند و حتی به تماشای مراسمی مانند آب‌پاشان بپردازند. این ویژگی‌ها، پل را به یک فضای جمعی و عمومی تبدیل کرده بود. برخلاف دوره‌های قبل که باغ‌های سلطنتی فقط برای استفاده شاه و درباریان بود، در عصر صفوی برخی از باغ‌های شاهی به روی مردم باز شدند. گزارش‌های سیاحان خارجی نشان می‌دهد که مردم در برخی روزهای سال می‌توانستند آزادانه وارد این باغ‌ها شوند و حتی از میوه‌های آن استفاده کنند. این تغییر نگرش، نشان‌دهنده اهمیت فضاهای عمومی در این دوره بود. صفویان با ایجاد و توسعه فضاهای جمعی مانند خیابان‌ها، میدان‌ها، پل‌ها و باغ‌های عمومی، نه‌تنها به نیازهای شهری پاسخ دادند، بلکه از این فضاها برای مشروعیت‌بخشی به حکومت خود استفاده کردند. این تحولات، نشان‌دهنده نگاه نوین صفویان به معماری و شهرسازی بود که در آن فضاهای شهری به‌عنوان بستری برای تعاملات اجتماعی و فرهنگی مورد توجه قرار گرفتند.

### قرن سیزدهم قمری (دورهٔ قاجار تا پیش از ناصرالدین شاه)
تا اواسط عصر قاجار و درست پیش از ورود تجدد، زندگی در شهرهای ایران عموماً بر اساس اقتصاد سنتی و شیوه‌های قرون وسطایی اجتماعی و سیاسی خود باقی بود. اما ورود قدرت‌های خارجی به صحنه سیاسی ایران و نفوذ عوامل اقتصادی و فکری همراه آنان در ساختار زندگی شهری ایرانی، موجب پیدایش سبک تازه‌ای در طراحی فضاهای معماری، باغ‌سازی، طرح قصرها و خانه‌ها، میادین و در نهایت فضاهای عمومی نیز گردید که البته عمدهٔ این تغییرات در دورهٔ حکومت ناصرالدین شاه اتفاق افتاده است.

### دورهٔ حکومت ناصرالدین شاه
فضاهای عمومی مدرن که با اولین تغییرات در عصر ناصری آشکار می‌شوند. رفته‌رفته و در کنار انسان‌ها تغییر می‌کنند و تکمیل می‌شوند. خیابان‌های جدیدی که متناسب با عبور کالسکه بودند ساخته شد و ساختار جامعه شهری تغییرات جدی‌ای را شاهد بود. به عنوان مثال خیابان‌های باب همایون و لاله زار و ناصریه و چراغ گاز که متأثر از خیابان‌های قرن نوزدهم فرانسه می‌باشند، ساخته شده بودند. پیش از این در معماری درونگرای ایرانی گذرگاه‌ها و کوچه‌ها همیشه باریک و پیچ در پیچ ساخته می‌شدند و کمترین روزن و منفذی به بیرون وجود داشت اما در این دوره با ایجاد خیابان به شکل امروزی و مدرن آن، نیاز به فضاسازی و تزئینات جانبی بناها احساس شد. همچنین خیابان‌های نوپدیدی چون لاله زار که مغازه‌داران در آنها از ویترین هم برای جلب توجه بیشتر عابران استفاده می‌کردند، به مکانی برای تفریح و پرسه‌زنی رهگذران بدل شد؛ امری که پیش از آن سابقه نداشت. تا پیش از عصر مدرن مسجد و بازار که معمولاً در کنار هم ساخته می‌شدند محل اصلی و شاید تنها محل تجمع رهگذران بودند اما در این دوره خیابان به عنوان یک فضای جمعی شناخته می‌شود. این دوره نشان می‌دهد که تغییر نوع شهرسازی، عادات جدیدی را برای مردم پدیدمی‌آورد.

### دورهٔ حکومت رضا شاه
در این دوره به دلیل گسترش حمل و نقل با اتومبیل بافت قدیمی شهرها دیگر پاسخگوی احتیاج روز نبودند. به این ترتیب خیابان‌ها بسیار گسترش پیدا کردند و تعداد زیادی خیابان نیز احداث شد. برای مثال در تهران با تخریب حصار ناصری، خیابان‌های جدیدی محدوده شهر را دربر گرفت. خیابان مهم‌ترین نماد شهرسازی رضا خانی و همچنین مهم‌ترین فضای جمعی در دوره ۲۴ساله حکومت اوست. پهلوی اول و دربار او معقتد بودند خیابان جایی است که مردم به عنوان تماشاچی شاهد پیشرفت و رژه نیروهای نظامی هستند. بناهای دو طرف خیابان هم همچون سربازان آماده، به حالت خبردار ایستاده‌اند.

### دورهٔ حکومت محمدرضا شاه
در دورهٔ پهلوی دوم طراحی و ساخت فضاهای مدرن همچون سینما، ورزشگاه، پارک و موزه با رویکرد بومی‌گرایی یاد می‌شود. در این دوره گسترش فضاهای عمومی مدرن درکنار فضاهای عمومی سنتی و قدیمی‌تر مثل جاده و مسجد رونق گرفت و حتی رشد بیشتری نیز داشت.

### از انقلاب اسلامی تا اکنون
تحولات فضاهای عمومی شهری در دهه‌های اخیر همواره موضوعی قابل تأمل و پژوهش بوده است. شواهد تاریخی حاکی از آن است که کارکرد و ماهیت این فضاها در ادوار مختلف دستخوش تغییرات قابل توجهی گردیده است. در سال‌های نخست پس از انقلاب، بسیاری از مراکز تفریحی و ورزشی با رکود مواجه شدند، حال آنکه در دهه ۱۳۷۰ شمسی شاهد احیای روند توسعه این فضاها در تهران و سایر شهرهای کشور بودیم. در این دوره، نهادهای فرهنگی جدیدی پدید آمدند و گسترش فعالیت‌های مرتبط با اوقات فراغت در محیط‌های شهری، موجب پیوند مدیریت فضای عمومی با مدیریت فرهنگی گردید. این تحولات، بازاندیشی در شیوه‌های مداخله در این عرصه‌ها را ضروری ساخت. پس از انقلاب، گفتمان حاکم بر فضاهای عمومی دگرگون شد. برای مدتی، این فضاها که پیش از آن عرصه‌ای برای تشدید شکاف‌های اجتماعی بودند، به محلی برای تقویت انسجام جمعی تبدیل گردیدند. حضور گسترده مردم در طول انقلاب، بسیاری از مرزبندی‌های جغرافیایی و طبقاتی را تحت تأثیر قرار داد و تمایزات پیشین را کمرنگ ساخت. در دوران جنگ ایران و عراق، فضاهای عمومی شهری کارکردی نمادین یافتند و به محلی برای تجلیل از ایثارگری‌ها مبدل شدند. همچنین، تثبیت حضور زنان در عرصه‌های عمومی، زمینه‌ساز تحولات اجتماعی عمیقی گردید و مرزهای پیشین میان حریم خصوصی و عمومی را دگرگون ساخت. این سیر تحولات، بیانگر نقش پویای فضاهای عمومی در بازتاب دگرگونی‌های اجتماعی و فرهنگی است.

## نقش فضاهای عمومی در توسعه شهری[ح]
- برپایه پژوهش‌های معتبر، چگونگی طراحی و نگهداری فضاهای همگانی شهری پیوندی ناگسستنی با رونق اقتصادی دارد. بوستان‌ها، گذرگاه‌ها و میدان‌های عمومی به‌عنوان واکنش‌یاری برای جذب سرمایه‌گذاران و رونق فعالیت‌های بازرگانی عمل می‌نمایند. طراحی هوشمندانه این عرصه‌ها نه‌تنها بر زیبایی شناختی شهر می‌افزاید، بلکه ارزش اقتصادی دارایی‌های اطراف را نیز ارتقا می‌بخشد.
- برخورداری از محیط‌های عمومی مطلوب، سهمی انکارناپذیر در کاهش چالش‌های سلامت همگانی چون اضافه‌وزن و اختلالات خلقی ایفا می‌کند. این عرصه‌ها با ترغیب شهروندان به تحرک بدنی و ایجاد فرصت‌های گفت‌وگوی اجتماعی، سهمی چشمگیر در بهبود تندرستی جسمی و روانی افراد جامعه دارند.
- عرصه‌های عمومی به‌مثابه بستری مردم‌سالارانه برای تبادل اندیشه‌ها، باورها و سنت‌های گوناگون عمل می‌نمایند. این فضاها زمینه‌ساز برگزاری آیین‌های جمعی و شکل‌گیری هویت مشترک محلی هستند و پیوندهای اجتماعی را استحکام می‌بخشند.
- پوشش سبز در فضاهای شهری به تعدیل دما و بهبود کیفیت هوای محیط کمک شایانی می‌نماید. این مناطق همچنین امکان تجربه طبیعت را در دل ساختارهای شهری فراهم ساخته و ارتباط انسان معاصر با محیط طبیعی را پاس می‌دارند.
- مطابق با استانداردهای بین‌المللی حقوق کودک، فضاهای باز شهری بستری حیاتی برای پرورش توانایی‌های ذهنی، ارتباطی و فیزیکی کودکان فراهم می‌آورند. نبود چنین محیط‌هایی در سکونتگاه‌های شهری، فرصت‌های طبیعی یادگیری و رشد شخصیتی را به‌شدت محدود می‌سازد.
- طراحی اصولی عرصه‌های عمومی با افزایش حضور داوطلبانه شهروندان، به کاهش ناهنجاری‌های اجتماعی و احساس ناامنی کمک می‌کند. یافته‌های علمی مؤید آن است که فضاهای پویا و چندعملکردی، حتی در مناطق با آسیب‌پذیری بالا، حس اطمینان و آرامش خاطر را تقویت می‌نمایند.
- شبکه‌های پیاده‌روی و مسیرهای دوچرخه‌سواری در این فضاها، گامی بلند به سوی کاهش وابستگی به خودروهای شخصی و توسعه حمل‌ونقل پایدار شهری محسوب می‌شوند.

## نقش فضاهای عمومی شهری در شکل‌گیری جامعه مدنی
امروزه توسعه و تجهیز فضاهای باز شهری (شامل بوستان‌ها، خیابان‌ها، میدان‌ها، محوطه‌های عمومی، سواحل و غیره) به یکی از ارکان اساسی توسعه پایدار تبدیل شده است. این فضاها نقشی محوری در ارتقای کیفیت محیط شهری و حفظ ارزش‌های طبیعی و تاریخی ایفا می‌کنند. احیای کیفیات انسانی و اجتماعی فضاهای شهری و ابداع فضاهای عمومی جدید (مانند نمایشگاه‌ها، بازارهای محلی، پارک‌های تفریحی و علمی، کتابخانه‌های عمومی و غیره) مستلزم همکاری میان رشته‌های برنامه‌ریزی شهری و طراحی شهری است. جامعه مدنی بر پایه عرصه‌های عمومی استوار است. این عرصه‌ها بستری برای تعاملات اجتماعی، گفت‌وگوهای رودرو، تبادل افکار و شکل‌گیری کنش‌های جمعی فراهم می‌کنند. در غیاب چنین فضاهایی، شهروندان به انزوا گرایش پیدا می‌کنند و ارتباطات اجتماعی تضعیف می‌شود. در نتیجه، فقدان فضاهای عمومی مطلوب می‌تواند به کاهش حس تعلق شهروندی و مشارکت اجتماعی منجر شود. در بسیاری از شهرهای معاصر، خصوصی‌سازی فضاهای عمومی و سلطه فضاهای دولتی یا تجاری، دسترسی آزاد شهروندان به عرصه‌های جمعی را محدود کرده است. این روند پیامدهای نامطلوبی دارد، از جمله کاهش فرصت‌های تعامل اجتماعی، تضعیف سرمایه اجتماعی و محرومیت گروه‌های مختلف از استفاده عادلانه از شهر. مطالعات نشان می‌دهد که فضاهای عمومی باکیفیت می‌توانند به تقویت جامعه مدنی کمک کنند، در حالی که نادیده گرفتن این فضاها به گسست اجتماعی و کاهش مسئولیت‌پذیری شهروندان می‌انجامد. برای ایجاد شهرهای پایدار و انعطاف‌پذیر، ضروری است که برنامه‌ریزان شهری به طراحی فضاهای عمومی فراگیر، متنوع و قابل دسترس برای تمام اقشار جامعه توجه کنند. این فضاها باید امکان تعامل آزاد، بیان عقاید و شکل‌گیری فعالیت‌های جمعی را فراهم آورند. همچنین، تلفیق کاربری‌های مختلف با رعایت معیارهای زیست‌محیطی و توجه به نیازهای انسانی (در مقابل اولویت‌دهی به خودروها) از جمله راهکارهای مؤثر در این زمینه است. تقویت فضاهای عمومی نه‌تنها به بهبود کیفیت زندگی شهری کمک می‌کند، بلکه بستری ضروری برای تحقق جامعه‌ای دموکراتیک و پویا فراهم می‌سازد. شهروندان در چنین فضاهایی می‌توانند هویت جمعی خود را بازتعریف کنند و در سرنوشت شهر مشارکت فعال داشته باشند.

## فضای عمومی در اصول طراحی
فضای عمومی به عنوان یک اصطلاح و مفهوم در طراحی بی‌ثبات است. اختلاف نظر و گفتگوهای زیادی در مورد اینکه چه چیزی فضای عمومی را تشکیل می‌دهد، فضای عمومی چه نقشی ایفا می‌کند و چگونه طراحی باید با آن برخورد کند و با آن برخورد کند، وجود دارد.

### منتقدان امروزی
منتقدان معماری امروزی، از «روایتِ فقدان» در قلمرو عمومی ابراز تأسف کرده‌اند؛ به این معنا که جامعهٔ نوین از زندگی عمومی‌ای که زمانی به مراکز شهری هویت می‌بخشید، کناره گرفته است. نیازهای سیاسی و اجتماعی و همچنین تریبون‌های بیان، اکنون از درون خانه نیز قابل دسترسی هستند. این احساس تأسف در اظهارات برخی چون مایکُل سُرکِن و مایک دِیوِس دربارهٔ «پایان‌یافتن فضای عمومی» و «نابودی هرگونه فضای شهریِ واقعاً مردم‌سالارانه» بازتاب یافته است.مفاهیم همگانی مانند فضا، مردمسالاری و شهروندی، همواره از سوی مردم و بر پایهٔ تجربه‌های زندگیشان بازتعریف می‌شوند. بررسی‌های تاریخی نشان می‌دهد که فضای همگانی همواره با تناقض‌هایی همراه بوده و همواره روشن بوده که چه کسانی می‌توانند در آن مشارکت کنند. همین امر سبب شده است که اصطلاح «ضد عمومی» مطرح شود؛ افرادی که برای پاسخ به نیازهای خود، فضاهای ویژهٔ خویش را پدید می‌آورند. این فضاها پویا و دگرگون‌شونده هستند و کاربرانشان آن را براساس نیاز و سلیقهٔ خود بازآفرینی می‌کنند. نمونه‌هایی از این دگرگونی‌ها را در ایران نیز می‌توان دید، مانند تبدیل پارکینگ‌ها یا خیابان‌ها به بازارهای موقت (چندشنبه‌بازارها، خیابان سی‌تیر و...). در این نمونه‌ها، فضای پارکینگ به بازاری کوچک و جایی برای گردهمایی مردم بدل می‌شود. این نمونه نشان می‌دهد که ایدهٔ سنتیِ فضای همگانیِ ثابت پیرامون یک سازهٔ تاریخی، دیگر پاسخگوی نیازهای گوناگون جامعهٔ امروز نیست، زیرا هیچ فضای فیزیکیِ یکپارچه‌ای نمی‌تواند نمایشگر «فضای مردمسالارانه» کاملاً فراگیر باشد.

### هنر در فضای عمومی
حس دگرگونی و سیالیت در فضای همگانی، نشان‌دهنده دگردیسی هنر همگانی امروزی است. هنر زودگذر در فضاهای عمومی پیشینه‌ای دیرینه دارد، اما امروزه حضور هنر همگانی در شهرهای ما روزبه‌روز پررنگ‌تر و چشم‌گیرتر شده است. هنر همگانی موقت از آن رو ارزشمند است که می‌تواند به بستر پیرامون خود واکنش نشان دهد، آن را بازتاب دهد و واکاوی کند. هنر همگانی از بیننده می‌خواهد تا دوباره بیاندیشد، دوباره ببیند، دوباره تجربه کند و دوباره زندگی را از سر گیرد. در گستره طراحی شهری، تمرکز اصلی بر شهرهاست، چرا که نیاز به یافتن راه‌های نو و خلاقانه برای بازآفرینی، دگرگونی و نوزایی شهرها، همسو با کوشش برای پویا نگاه‌داشتن شهرها برای آینده‌ای پایدار، بیش از پیش احساس می‌شود. طراحی امروزی دغدغه نجات شهر نوین از فروپاشی صنعتی، بازرگانی و شهری را دارد. در این میان، گاه رقص، موسیقی و دیگر رویدادهای فرهنگی برپاشده از سوی مردم محل، در زنده‌سازی برخی فضاهای فرسوده همگانی نقش بسزایی داشته‌اند.
ادراک معاصر از فضای عمومی در حال حاضر بخش‌بخش شده و به انبوهی از فضاها و مکان‌های غیرسنتی با برنامه‌های متنوعی در ذهن تبدیل شده است. به همین دلیل است که نحوه برخورد طراحی با فضای عمومی به عنوان یک رشته، به حوزه ای بسیار متنوع و غیرقابل تعریف تبدیل شده است.

## طراحی فضا
طراحی فضا به عنوان «هنر و علم طراحی و چیدمان فضاهای فیزیکی به منظور مساعدتر کردن آنها برای شکوفایی و رفاه انسان» تعریف می‌شود. فضایی که برای کاربرانش هم کارآمد و هم جذاب است. طراحی فضا معمولاً در زمینه‌های مختلفی از جمله خانه‌ها، ادارات، رستوران‌ها و فروشگاه‌های خرده‌فروشی استفاده می‌شود.

### اهداف اولیه طراحی فضا
یکی از اهداف اولیه طراحی فضا، ایجاد محیطی است که واکنش‌های احساسی مثبت را در ساکنان خود ایجاد کند یا ارتقا دهد. مطالعات نشان داده است که افراد تمایل ذاتی به انواع خاصی از فضاها مانند فضاهایی با نور طبیعی، چیدمان باز و استقرار راحت دارند.یکی دیگر از ملاحظات مهم در طراحی فضا، مفهوم جریان یا میزان سهولت حرکت افراد در یک فضا است. این شامل طراحی فضاهایی است که بصری و عاری از موانع هستند و به کاربران اجازه می‌دهند بدون احساس ناامیدی یا سرگردانی در آن‌ها حرکت کنند. ویژگی اصلی فضاهای عمومی این است که زندگی جمعی، فرهنگ شهری و مباحث روزمره را بروز داده و در ضمن بر آنها تأثیر مثبت بگذارد.
یکی از جنبه‌های حیاتی طراحی فضا، ایجاد محیطی دلپذیر و فراگیر است که نیازهای اجتماعی و عاطفی افراد را در خارج از خانه و محل کارشان برآورده می‌کند. این اغلب به عنوان مفهوم «محل سوم» شناخته می‌شود، که مکان‌های عمومی تعامل اجتماعی را توصیف می‌کند که راحتی روانی و حمایت عاطفی را فراهم می‌کند.

## گوشه‌ای از قوانین مرتبط با فضاهای عمومی
- ایران: استفاده غیرقانونی از سیستم‌های نظارت صوتی و تصویری در اماکن شغلی، عمومی، تجاری و سایر فضاهای خدماتی ممنوع می‌باشد.[د]
- بریتانیا: فضای عمومی به هر گذرگاه عمومی، و همچنین هر محل یا فضایی اطلاق می‌شود که در زمان مربوطه، عموم مردم به آن دسترسی دارند، یا اجازهٔ دسترسی به آن را دارند، خواه این دسترسی رایگان باشد یا مشروط به پرداخت هزینه.[۱۱]
- فنلاند: راندن وسایل نقلیه برف‌رو در معابر عمومی ممنوع است، مگر برای عبور ضروری از گذرگاه‌ها یا پل‌های مشخص‌شده. همه افراد موظف به رعایت نظافت و مسئولیت زیست‌محیطی هستند. دفع نامناسب زباله، از جمله رهاسازی پساب در محیط طبیعی، به‌شدت ممنوع می‌باشد. این ممنوعیت به‌صورت عام اعمال می‌شود و شامل کلیه اماکن عمومی و خصوصی است.[۱۲]

## ارجاعات

### فارسی
1. ↑  اشرفی و دیگران، «فضای عمومی شهری معاصر،» ۴۵۹.
2. ↑  حقیقی بروجنی و رهروی پوده، «دگردیسی،» ۳۷۶–۷۸.
3. ↑  حقیقی بروجنی و رهروی پوده، «دگردیسی،» ۳۷۹–۸۲.
4. ↑  حقیقی بروجنی و رهروی پوده، «دگردیسی،» ۳۸۲–۸۳.
5. ↑  حقیقی بروجنی و رهروی پوده، «دگردیسی،» ۳۸۳–۸۵.
6. ↑  حقیقی بروجنی و رهروی پوده، «دگردیسی،» ۳۸۵–۹۰.
7. ↑  خاتم، «فضاهای عمومی،» ۱۰، ۱۲–۱۳.
8. ↑  رهنمایی و اشرفی، «فضاهای عمومی شهر و نقش آن در شکل‌گیری جامعه مدنی از دیدگاه برنامه‌ریزی شهری،» ۳۱–۳۵.
9. ↑  رهنمایی و اشرفی، «فضاهای عمومی شهر و نقش آن در شکل‌گیری جامعه مدنی از دیدگاه برنامه‌ریزی شهری،» ۳۶–۴۱.
10. ↑  منشور حقوق شهروندی جمهوری اسلامی ایران، ماده ۴۱.

### انگلیسی
1. ↑  Hubbard, “Public Space,” 549–50.
2. 1 2  Valentine, “Children Should be Seen and Not Heard.”
3. ↑  Malone, “Sustainable Cities,” 7.
4. ↑  "Privately Owned Public Spaces (POPS)" [فضاهای عمومیِ با مالکیت خصوصی (پی‌اُپی‌اِس)]. bostonplans.
5. ↑  Sorkin, “Introduction,” and Davis, “Fortress Los Angeles,” in Variations on a Theme Park.
6. ↑  Crawford. “Contesting the Public Realm.”
7. ↑  Gutiérrez H. and Törmä, “Urban Revitalisation.”
8. 1 2  Channon, Happy Design.
9. ↑  Oseland, “Office Design.”
10. ↑  Oldenburg and Brissett, “Third Place.”
11. ↑  Criminal Justice Act 1972, c. 71.
12. ↑  Everyman’s Right: Legislation and Practice, 10, 14.

## کتب و نشریات

### فارسی
- اشرفی، یوسف، پوراحمد، احمد، رهنمایی، محمدتقی، و رفیعیان، مجتبی. ۱۳۹۳. «مفهوم‌سازی و گونه‌شناسی فضای عمومی شهری معاصر.» پژوهش‌های جغرافیای برنامه‌ریزی شهری ۲ (۴): ۴۳۵–۶۴.
- حقیقی بروجنی، سمر، و رهروی پوده، ساناز. ۱۳۹۹. «دگردیسی در فضاهای جمعیِ ایران تا انتهای عصر صفوی.» تاریخ تمدن اسلامی ش. ۲: ۳۶۷–۹۸. https://www.doi.org/10.22059/jhic.2021.307406.654165.
- خاتم، اعظم. ۱۳۸۴. «حوزه همگانی و فضاهای عمومی در ایران.» اندیشه ایرانشهر ش. ۳: ۹–۲۴.
- رهنمایی، محمدتقی، و اشرفی، یوسف. ۱۳۸۶. «فضاهای عمومی شهر و نقش آن در شکل‌گیری جامعه مدنی از دیدگاه برنامه‌ریزی شهری.» انجمن جغرافیایی ایران شش. ۱۴–۱۵: ۲۳–۴۵.

### انگلیسی
- Channon, Ben. 2022. The Happy Design Toolkit: Architecture for Better Mental Wellbeing [جعبه‌ابزار طراحی شاد: معماری برای بهبود تندرستی روان]. RIBA Publishing.
- Crawford, Margaret. 1995. “Contesting the Public Realm: Struggles over Public Space in Los Angeles” [به جدال کشیدن قلمرو عمومی: کشمکش‌ها بر سر فضای شهری در لس آنجلس]. Architectural Education 49 (1): 4–9. https://doi.org/10.1080/10464883.1995.10734658.
- Gutiérrez H., Fernando, and Törmä, Ilkka. 2020. “Urban Revitalisation with Music and Dance in the Port of Veracruz, Mexico” [احیای شهری با موسیقی و رقص در بندر وِراکروز، مکزیک]. Urban Design International 25 (4): 328–37. https://doi.org/10.1057/s41289-020-00116-8.
- Hubbard, Phil. 2005. “Public Space” [فضای عمومی]. In Encyclopedia of the City. Edited by Roger W. Caves. Routledge.
- Malone, Karen Ann. 2001. “Children, Youth and Sustainable Cities” [کودکان، جوانان و شهرهای پایدار]. Local Environment 6 (1): 5–12. http://dx.doi.org/10.1080/13549830120024215.
- Oldenburg, Ramon, and Brissett, Dennis. 1982. “The Third Place” [مقام سوم]. Qualitative Sociology Vol. 5: 265–84. https://doi.org/10.1007/BF00986754.
- Oseland, Nigel. 2009. “The Impact of Psychological Needs on Office Design” [تأثیر نیازهای روان‌محور بر طراحی فضای اداری]. Corporate Real Estate 11 (4): 244–54. https://doi.org/10.1108/14630010911006738.
- Sorkin, Michael, “Introduction” [مقدمه], and Davis, Mike, “Fortress Los Angeles: The Militarization of Urban Space” [قلعه لس آنجلس: نظامی‌سازی فضای شهری]. 1992. In Variations on a Theme Park: The New American City and the End of Public Space. Hill & Wang.
- Valentine, Gill. 1996. “Children Should Be Seen and Not Heard: The Production and Transgression of Adults' Public Space” [کودکان باید دیده شوند نه شنیده: شکل‌گیری و تخطی از فضای عمومی بزرگسالان]. Urban Geography 17 (3): 205-20. https://doi.org/10.2747/0272-3638.17.3.205.